# Dorothée de Danemark (1528-1575)
Titre
Duchesse consort de Mecklembourg
27 octobre 1573 – 11 novembre 1575
(2 ans et 15 jours)
Dorothée de Danemark (en danois Dorothea af Danmark) née en 1528, décédée le 11 novembre 1575 à Schönberg (Duché Mecklembourg), était la fille de Frédéric Ier de Danemark et de Norvège et de Sophie de Poméranie, était une princesse dano-norvégienne devenue duchesse consort de Mecklembourg à la suite de son mariage en 1573.

## Biographie
Elle épouse le 27 octobre 1573, à Koldinghus, Christophe de Mecklembourg ; leur union resta stérile du fait de la mort de la princesse deux ans plus tard. Sa sœur,  Élisabeth de Danemark, duchesse consort de Mecklembourg-Güstrow, lui fit construire un monument dans la cathédrale de Güstrow.

## Sources
- (en) Cet article est partiellement ou en totalité issu de l’article de Wikipédia en anglais intitulé « Dorothea of Denmark, Duchess of Mecklenburg » (voir la liste des auteurs).